# Santa Isabel do Ivaí
Santa Isabel do Ivaí è un comune del Brasile nello Stato del Paraná, parte della mesoregione del Noroeste Paranaense e della microregione di Paranavaí.